# Alemannia Worms
Der VfL Alemannia Worms ist ein Fußballverein aus Worms, der seine Blütezeit in den späten 1920er- und frühen 1930er-Jahren hatte.

## Geschichte
Die Alemannen entstanden 1905, als die Fußballabteilung des 1895 gegründeten Rugby- and Lawn-Tennis-Club Worms sich unter dem Namen FC Alemannia 05 Worms lossagte. Unter dem Namen VfR Alemannia 05 waren die Wormser eine feste Größe in der damals erstklassigen Kreis- und später Bezirksliga. 1920 wurde die Alemannia Vizemeister hinter dem 1. Mainzer FSV 05 in der Kreisliga Hessen, 1921 gewannen sie die Kreismeisterschaft, scheiterten aber in der regionalen Endrunde. Nach der Runde 1923/24 stieg die Mannschaft bereits wieder ab, mit dem Wiederaufstieg in die Bezirksliga zwei Jahre später zur Saison 1926/27 etablierten sich die Alemannen im Schatten des großen Nachbarn VfR Wormatia im sicheren Mittelfeld der acht bis zehn Vereine umfassenden Bezirksliga. 
1932 erfolgte die Fusion mit dem FV Olympia Worms zum VfR Alemannia-Olympia 05 Worms, der von Fritz Pölsterl als Spielertrainer betreut wurde. Unzufriedene Mitglieder von Olympia gründeten daraufhin 1933 den FC Blau-Weiß Worms. Als Dritter in der vorausgegangenen Bezirksligasaison sollten Alemannia-Olympia nicht in die neue höchste Spielklasse, die Gauliga Südwest, aufgenommen werden. Durch den erfolgreichen Protest des Tabellenvierten SV Wiesbaden gegen dessen Nichtberücksichtigung wurde die für zehn Vereine konzipierte Liga aufgestockt, neben dem SVW wurden auch die Wormser nachnominiert. Bereits nach der ersten Gauligasaison stiegen die „Vereinigten“, wie der Verein seinerzeit bezeichnet wurde, als Tabellenletzter ab, gemeinsam mit den Wiesbadenern. Im Oktober 1935 musste der Verein Konkurs anmelden und wurde daraufhin in die Jahngemeinschaft 99 aufgenommen. Der Verein trat kurzfristig als Jahn Schwarz-Weiß Worms auf, bevor wieder unter dem alten Namen Alemannia Worms gespielt wurde. Im Zuge der auch sportpolitisch forcierten Idee eines großen, allgemeinen Wormser Sportvereins nationalsozialistischer Prägung erfolgte im Sommer 1938 die Aufnahme von Alemannia Worms in den Sportverein Wormatia Worms und am 17. Januar 1939 die Fusion mit dem Reichsbahn-TSV Worms zum Reichsbahn Turn- und Sportverein Wormatia 08 Worms. Die Verbindung löste sich aber bereits während der Kriegsjahre auf.
1946 (ein Jahr nach der Wormatia) gründete sich der heutige VfL Alemannia 05 neu. Der ehemaligen Reichsbahner gründeten 1951 den ESV Worms. In der Nachkriegszeit spielte die Alemannia keine große Rolle. Von 1947 bis 1950, 1951/52, 1956 bis 1962 und 1965 bis 1967 spielten die Wormser in der mehrfach reformierten drittklassigen Amateurliga. Am 1. Juli 2002 fusionierte der VfL Alemannia 05 Worms mit der Fußball-Turnerschaft von 1901 (FT 01 Worms) zu FT Alemannia 2002 Worms.